# Narrillos del Álamo
Narrillos del Álamo es un municipio y localidad española de la provincia de Ávila, en la comunidad autónoma de Castilla y León. El término municipal, con una población de 59 habitantes (INE 2024), comprende la localidad del mismo nombre, el barrio de El Álamo, y los anejos de Ventosa de la Cuesta y de Mercadillo, con el poblado de la Dehesa de Codes. La localidad se encuentra enclavada en las tierras de El Barco de Ávila-Piedrahíta y el Valle del Corneja.

## Símbolos
El escudo heráldico y la bandera que representan al municipio fueron aprobados oficialmente el 19 de marzo de 2011. El escudo se blasona de la siguiente manera:

Escudo de forma Española. De Plata, tronco de álamo con tres hojas de sinople y colgante del mismo mediante tiracol de gules escudo apuntado de gules con bloca de oro (de Navarra), todo ello terrazado sobre monte de tres alturas de oro puesto en la punta. Bordura de Gules cargada de ocho torres de oro, almenadas y abiertas, puestas tres en el timbre, cuatro en los flancos y una en la punta. Al timbre, corona Real de España.
Boletín Oficial de Castilla y León nº 116 de 16 de junio de 2011

La descripción textual de la bandera es la siguiente:

Bandera de dimensiones 2:3, fileteada. Sobre el paño blanco o de plata, monte de tres alturas de verde o sinople, superado en su centro de escudo apuntado de rojo o gules, blocado de amarillo u oro, acompañado a derecha e izquierda de dos hojas de álamo verde o sinople. Fileteado de rojo o gules cargado de ocho torres almenadas y abiertas de amarillo u oro puestas tres al timbre, dos en los flancos y tres en la base.
Boletín Oficial de Castilla y León nº 116 de 16 de junio de 2011

## Geografía

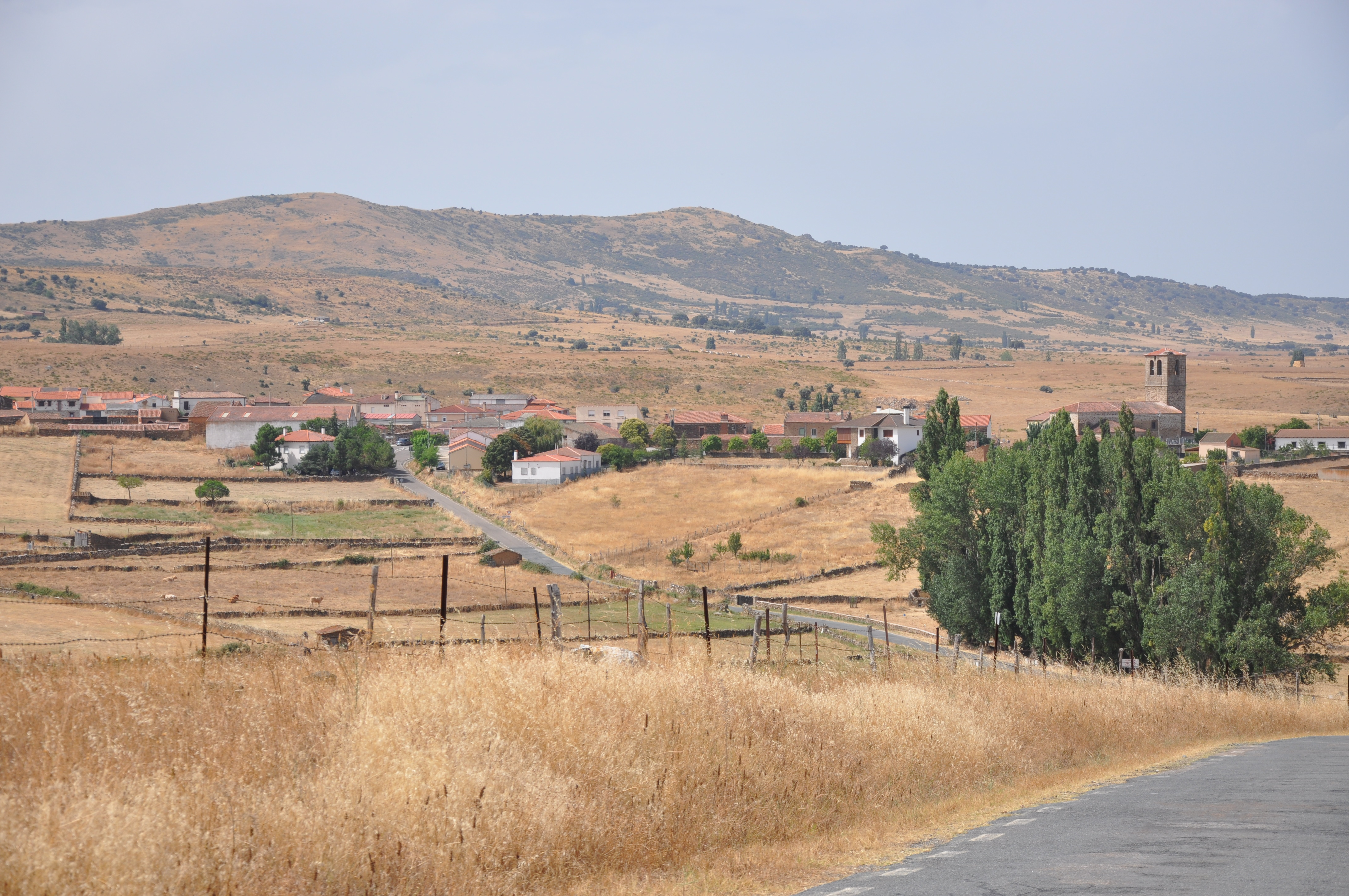
Sierra de Narrillos desde Armenteros

El término municipal de Narrillos del Álamo ocupa una extensión de 2935 hectáreas, es decir, 29,35 km², con una altitud que oscila entre los 1079 y los 1343 metros sobre el nivel del mar, en el vértice geodésico del Picarozo, situado en el paraje de “El Mirador, siendo ésta la mayor altitud de la llamada sierra de Narrillos, continuación de las de Bercimuelle y Ventosa de la Cuesta, cuya altura va en descenso hasta el siguiente vértice, situado en el Alto del Molino de Viento, a una altitud de 1268 ms. Dejando entre ambos otras alturas como las del pico Miramar y el Alto de Santa Brígida, con alturas que oscilan entre los 1313 y los 1330 m de altitud sobre el nivel del mar. La población a su vez se encuentra a 1122 m sobre el nivel del mar. Sus habitantes se conocen por el gentilicio de narrillenses.  Se sitúa al oeste de la provincia, en la comarca de la Serrezuela, a 24 km de Piedrahíta, cabeza de su partido judicial, y a 85 km de la capital de la provincia. 
Limita por norte y sur con el municipio de Armenteros. Con Aldealabad del Mirón por Sur y Este, y con Gallegos de Solmirón, por norte y oeste. Siendo en ese punto limítrofe con la provincia de Salamanca. La comarca se delimita entre las montañas del borde meridional de la meseta, más concretamente entre las sierras de Francia y Gredos. La localidad capital del municipio está situada a una altitud de 1116 m sobre el nivel del mar.
| Noroeste: La Tala (Salamanca)             | Norte: Armenteros (Salamanca)         | Noreste: Arevalillo                       |
| Oeste: Cespedosa de Tormes (Salamanca)    |                                       | Este: El Mirón                            |
| Suroeste: Puente del Congosto (Salamanca) | Sur: Gallegos de Solmirón (Salamanca) | Sureste: Gallegos de Solmirón (Salamanca) |

### Medio natural
Su clima es mediterráneo de montaña, con temperaturas medias de 2 a 4 °C en enero y de 20 a 22 °C en julio. Con escasez de precipitaciones y pobreza de cursos subterráneos.
En la zona hay presencia de especies de avifauna incluidas en el Catálogo Nacional de Especies Amenazadas. Esta zona ejerce una irresistible querencia para las grandes aves planeadoras, en especial respecto al buitre negro y buitre leonado, puesto que la utilizan como zona de cicleo. Del mismo modo y como consecuencia de las elevadas cantidades de conejo existentes en los acotados cercanos, es área de dispersión y cazadero del águila imperial ibérica. Además de estas se encuentran otras aves sedentarias o de paso, como la cigüeña negra, el aguilucho cenizo, el alimoche común,milano o búho real.

## Historia
Como la gran mayoría de las poblaciones vecinas, sus orígenes se remontan a la repoblación llevada a cabo tras la conquista de la tierra de Ávila. El topónimo de su nombre nos da cuenta de sus primitivos pobladores vasco navarros. Quedó incluido, junto a su anejo de Mercadillo, en el Común de Villa y Tierra de Ávila, a la que perteneció hasta el siglo XIX, en que pasó a depender del partido judicial de Piedrahíta, entonces de la Sierra. No obstante, con anterioridad a la llegada de estos pobladores ya fue lugar habitado por tribus vetonas, de las que nos han llegado, entre otros, el castro del Alto del Quemado, uno de los más peculiares encontrados por su doble recinto amurallado.
Su historia en lo civil corre pareja en el tiempo con la de la ciudad de Ávila, hasta la abolición de los señoríos; y de Bonilla de la Sierra en lo eclesiástico, de la cual dependía arciprestalmente, y de donde llegaban, tanto a predicar como a recibir, los franciscanos de la villa episcopal, alguno de los cuales, tras la exclaustración, pasó a vivir a Narrillos, en donde quedó como cura de misa y olla.
De su pasado agrícola y ganadero quedan los rastros documentales en los largos pleitos mantenidos por los titulares de los mayorazgos de los Moreta, Maldonado, Vargas de Figueroa o Dávila con los pueblos vecinos por el uso o abuso de pastos, o por el paso de los ganados de los unos o los otros en tiempos de trashumancia. Apellidos representativos de los Vizcondes de Huerta; marqueses de la Coquilla, de Astorga o Velada. De aquellos tiempos, y tras reducirse su pasado señorial, representado por un “palacio” o casa fuerte levantada al pie de la sierra y desde donde comenzó a crecer el pueblo a nuestros días, la agricultura ha quedado reducida a un mero testimonio para ser, por encima de todo, ganadero; más desde que la totalidad de la sierra, en su día perteneciente a la Corona Real, fue cedida para su explotación por el Concejo de Narrillos, por Real decreto de Isabel II en 1862.
Hacia mediados del siglo XIX, el lugar tenía contabilizada una población de 360 habitantes. Aparece descrito en el decimosegundo volumen del Diccionario geográfico-estadístico-histórico de España y sus posesiones de Ultramar de Pascual Madoz de la siguiente manera:

NARRILLOS DEL ÁLAMO: l. con ayunt. de la prov. y dióc. de Avila (12 leg.}, part. jud. de Píedrahita (3), aud. terr. de Madrid (23), c. g. de Castilla la Vieja (Valladolid 24}): sit. en la falda de una montaña titulada la Serrezuela, y en su lado N. le combaten los vientos N. y O. y su clima es sano, padeciéndose sin embargo algunas calenturas gástricas: tiene por anejo á Mercadillo y ambos componen 128 casas de interior construccion: hay escuela de instruccion primaria, comun á ambos sexos, á la que concurren 45 alumnos que se hallan á cargo de un maestro, dotado mezquinamente, y una igl. parr. (Ntra. Sra. de la Asuncion), servida por un párroco, cuyo curato es de primer ascenso y de provision ordinaria, Mercadillo tiene otra igl. (San Miguel Arcángel): en las afueras de la poblacion se encuentran 2 fuentes de buenas aguas, de las cuales se utilizan los vecinos para sus usos, y el cementerio en parage que no ofende la salud pública: confina el térm. N. Armenteros, á 2 leg., E. Bercimuelle, á 1, S. Gallegos de Solmiron, á 2, y O. Aldealabad del Miron, á 1 y 1/5: comprende un cas. titulado Códes, y varios montes bien poblados: el terreno es de mediana calidad: caminos de herradura que dirigen á los pueblos limítrofes en regular estado: el correo se recibe de la cab. del part. por carga vecinal: prod. trigo, cebada, centeno, garbanzos, algarrobas, lino, patatas y hortalizas; mantiene ganado lanar, vacuno y de cerda, y cria caza de liebres, conejos, perdices y otras aves: ind. la agrícola, y un molino harinero de viento: el comercio está reducido á la esportacion de los frutos sobrantes é importacion de los artículos de que se carece: pobl. 78 vec., 360 alm.: cap. prod. 696,225 rs. imp. 27,849: ind. y fáb. 1,400: contr. 5,537 rs. con 32 mr.
(Madoz, 1849, p. 31)

## Demografía
Narrillos del Álamo cuenta con una población de 59 habitantes (INE 2024).
| Gráfica de evolución demográfica de Narrillos del Álamo entre 1842 y 2021 |
| |
| Población de derecho según los censos de población del INE. Población de hecho según los censos de población del INE.En este censo se denominaba Narrillos del Alamo y sus anejos: 1842. |

La población de Narrillos del Álamo y sus anejos, ha sufrido en el transcurso de la historia un fuerte proceso de decrecimiento demográfico motivado por la fuerte emigración de las décadas de 1950 y 1960. Los censos de población más antiguos, fechados en el siglo XVIII, dan para Narrillos del Álamo y sus anejos una cifra de 400 habitantes.[cita requerida]

## Patrimonio

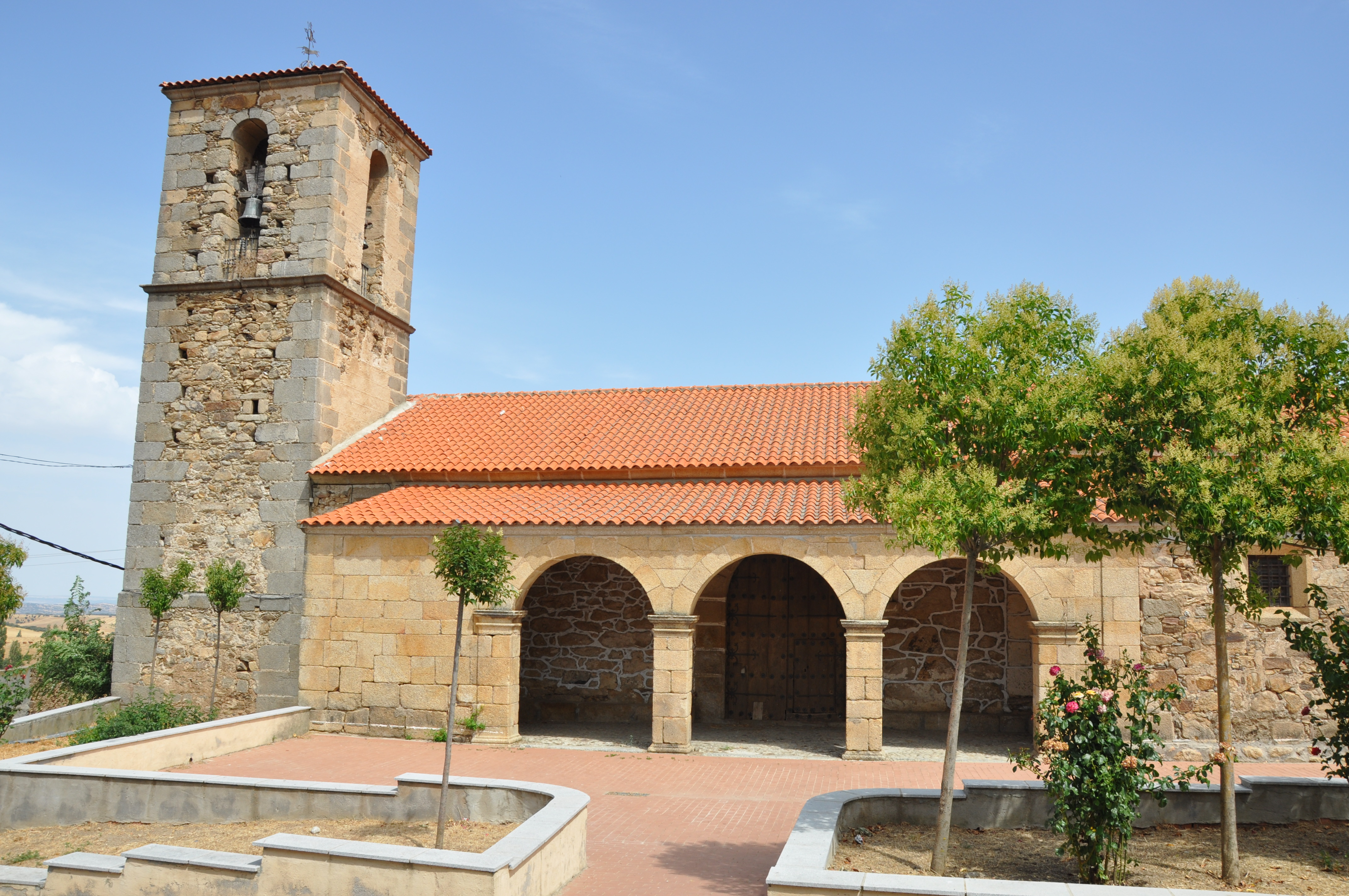
Iglesia de la Asunción

De su primitiva época medieval queda la renovada iglesia de Nuestra Señora de la Asunción, levantada en el promedio de los siglos XIII-XIV, al tiempo que la de Mercadillo, en sus orígenes con torre vigía, y reformada en gran parte a partir de 1564, año en el que un incendio devoró su techumbre y abatió la torre. Las nuevas obras fueron aprovechadas para levantar una torre renacentista y dotar a la iglesia de ornamentos de los que hasta entonces carecía, culminando la renovación en los años finales del siglo XVIII, cuando se la dotó de un impresionante retablo barroco adquirido en Salamanca a Manuel Márquez.
Cuenta igualmente la población con dos interesantes miliarios romanos, procedentes de la señalización viaria de la llamada Vía de la Plata, y una interesante muestra de arquitectura popular en la llamada Casa de la Vera Cruz, documentalmente la más antigua de la población, y primera sede del Concejo, remontándose al siglo XV, y ostentando en su fachada una interesante muestra de estela funeraria discoidal, única en la provincia de Ávila.

## Fiestas
De su pasado etnográfico y cultural quedan los rastros documentales de una de las más interesantes cofradías de la Vera Cruz existentes en la provincia, a la que perteneció gran parte de la población. Cofradía de penitentes fundada a comienzos del siglo XVI, reformada en 1645 y unida, a partir de 1745, a la del Señor, con fundación de Misas de Minervas, aniversarios y un sinfín de mandas más. En la Cofradía de Ánimas, desaparecida en el siglo XIX, se encuentra el origen del rito de las “corridas de gallos”, celebradas en sus primeros tiempos coincidiendo con las carnestolendas invernales. Celebrándose con especial relevancia la festividad del Corpus en Narrillos del Álamo, y su octava en Mercadillo, hasta comienzos del siglo XX.
Su patrona en Nuestra Señora de la Asunción, con fiesta local el día 15 de agosto; celebrando como segunda festividad la de San Miguel, el día 29 de septiembre, en Mercadillo. Así como la llamada “Fiesta Chica”, dedicada al Sagrado Corazón de Jesús, el día 3 de julio.